# اولیویا جردن
اولیویا جردن توماس (به انگلیسی: Olivia Jordan Thomas) زادهٔ ۲۸ سپتامبر ۱۹۸۸) هنرپیشه، مدل، مجری تلویزیون و ملکه زیبایی اهل آمریکا است.
از فیلم‌ها یا برنامه‌های تلویزیونی که وی در آن نقش داشته‌است می‌توان به جابز، تد، اینم از پول، و جکوزی ماشین زمان ۲ اشاره کرد.
وی همچنین برندهٔ جوایزی همچون ملکه زیبایی ایالات متحده آمریکا ۲۰۱۵ شده‌است. او همچنین به نمایندگی از آمریکا در مراسم دوشیزه دنيا ۲۰۱۳ شرکت کرد و جز ۲۰ نفر برتر شد و همچنین در مراسم دوشیزه جهان ۲۰۱۵ شرکت کرد و مقام دوم را کسب نمود.